# دانشگاه ایالتی کوگی
دانشگاه پرنس ابوباکار اودو، (دانشگاه دولتی سابق کوگی) واقع در آنیگبا، یک دانشگاه دولتی در کوگی، نیجریه است. در سال ۱۹۹۹ توسط شاهزاده ابوباکار اودو، فرماندار سابق ایالت تأسیس شد. در زمان تأسیس، این دانشگاه به عنوان دانشگاه ایالتی کوگی شناخته می‌شد، بعداً در سال ۲۰۲۰ به دانشگاه پرنس ابوباکار اودو (PAAU) تغییر نام داد. دانشگاه ایالتی (KSU) در سال ۲۰۰۳ توسط فرماندار سابق ابراهیم ادریس و متعاقباً در سال ۲۰۲۰ توسط فرماندار الحاجی یاهایا آدوزا بلو به عنوان دانشگاه شاهزاده ابوباکار اودو به احترام ابوبکر اودو تغییر نام داد.
علیرغم بودجه ناکافی که چالش اصلی دانشگاه‌های دولتی در مقایسه با دانشگاه‌های فدرال است، دانشگاه پرنس ابوباکار اودو به عنوان دانشگاهی با بهترین اجرای منابع برای توسعه توسط بنیاد دانش برای تأثیر نامگذاری شده‌است.